# Guillermo Valencia
 (décembre 2022).
Si vous disposez d'ouvrages ou d'articles de référence ou si vous connaissez des sites web de qualité traitant du thème abordé ici, merci de compléter l'article en donnant les références utiles à sa vérifiabilité et en les liant à la section « Notes et références ».
Guillermo Valencia Castillo, né à Popayán le 20 octobre 1873 et mort à Popayán le 8 juillet 1943, est un poète, diplomate et homme politique colombien. Il a été sénateur et s'est porté deux fois candidat à la présidence de la République.